# 職業訓練指導員 (冷凍空調機器科)
職業訓練指導員 (冷凍空調機器科)（しょくぎょうくんれんしどういん れいとうくうちょうききか）は、職業訓練指導員免許のうちの1つ。厚生労働省管轄。

## 受験資格
職業訓練指導員免許の受験資格と試験免除を参照。
第一種、第二種又は第三種冷凍機械責任者は実務経験不要。
第一種冷凍機械責任者は、「系基礎学科」、「専攻学科」の各試験が免除され、「指導方法」の学科試験と「実技」のみでよい。

## 試験科目
学科試験
1. 指導方法（職業訓練原理、教科指導法、訓練生の心理、生活指導及び職業訓練関係法規）
2. 関連学科

- 系基礎学科
  - 建築工学（建築設備、配管設備、建築構造、建築施工）
  - 安全衛生（安全管理、衛生管理）
- 専攻学科
  - 冷凍・空調（制御理論、冷凍理論、冷媒、冷凍機器、空調理論、空調機器、運転調整法）
  - 施工法（空調設備設計、管工作法、溶接法、板金加工法、据付法、試験測定法、関係法規、仕様及び積算）
  - 材料（金属材料、配管用材料、ダクト用材料、塗料、熱絶縁用材料）

実技試験
1. 冷凍空調機器の据付け及び運転調整